# Jaume Pons Martí
Jaume Pons Martí (Gràcia, Barcelona, 25 de maig de 1855 - Girona, 30 de maig de 1931) fou un pintor català.

## Biografia
La introducció a la pintura li vingué de la mà del seu tiet, en Ramon Martí Alsina. En una primera etapa a Barcelona, realitzà sobretot retrats al natural, esbossos, paisatges i decoracions, així com algunes restauracions de pintures. Amb només 15 anys (1870) se li feien encàrrecs i havia fundat una Escola de Dibuix i Pintura. El 1877 va poder presentar la seva primera exposició a la Sala Parés.
Una segona etapa de la seva vida professional és la que comprèn el període que passà a Sant Feliu de Guíxols. L'any 1878 es va traslladar en aquest poble, on també fundà una acadèmia pròpia de dibuix i pintura. Entre els estudis que impartia als seus alumnes, hi havia la geometria, la perspectiva, les tècniques pictòriques i de dibuix, cal·ligràfica i ornamentació. Pons Martí procurà que els futurs pintors i dibuixants entenguessin les bases de la perspectiva i la geometria descriptiva; tan necessàries si els seus alumnes es volien dedicar a la pintura realista. Es comptabilitzen més de dues-centes obres d'aquesta època, entre les quals hi ha marines, paisatges, retrats, bodegons, entre d'altres.
Com el seu oncle, l'any 1882 participà a la primera exposició de l'Acadèmia de Belles Arts de Sabadell.
De mica en mica, i des de 1883, anirà introduint-se a Girona, fins que el 1897 s'hi instal·là definitivament. Aquí també fundà una Acadèmia de dibuix i pintura. Mai deixarà de visitar i tenir contactes amb altres ciutats com Figueres o Olot. A Girona, primer s'instal·là damunt del Cafè de la Vila, després al carrer del Nord número 3, i finalment al carrer Bernardes número 2, 2n, on va morir.

## Obra
La producció de Pons Martí ha passat força desapercebuda, ja que a partir de la dècada dels noranta no seguí les noves propostes que imperaven el moment. Aquesta dècada coincideix amb l'apogeu del modernisme i la introducció de l'impressionisme, i Pons Martí continuarà amb les temàtiques costumistes i d'estil realista que li havia ensenyat el seu oncle Ramon Martí Alsinaa. S'allunyarà doncs, de les tendències europees i altres corrents més innovadores existents a Catalunya. Tot i això, tal com diu Marià Oliver: 
| «               | Pons Martí […] ens ha deixat una lliçó inapreciable de treball, de poesia, del màgic encant de l'art tot i anant per aquests mons de Déu amb el cavallet dessota el braç ignorant, segurament, les tendències més en voga | » |
| — Marià Oliver. | |   |

El paisatge i el retrat són els gèneres més conreats per Jaume Pons Martí. La formació amb el seu oncle sota els plantejaments realistes de la figura humana, fa que sempre inclogui personatges en els seus paisatges. Les seves obres són molt útils per conèixer espais avui alterats o perduts. Tal seria el cas d'alguns portals de les antigues muralles de la ciutat de Girona, avui enderrocades, que va immortalitzar en quadres com Porta de Figuerola, o espais socials tan entranyables com el desaparegut Cafè Vila de la Plaça del Vi de Girona, avui recordat al quadre El Cafè Vila, entre d'altres.
Sempre prenia apunts al natural i la seva pintura evolucionà poc al llarg del temps.

### Obres destacades
- Porta de Figuerola, al Museu d'Art de Girona
- Porta de Girona, al Museu d'Art de Girona
- El Cafè Vila, al Museu d'Art de Girona